# Himno de la República Socialista Soviética de Ucrania
El Himno de República Socialista Soviética de Ucrania (ucraniano: Державний гімн Української Радянської Соціалістичної Республіки, transliteración: Derzhavnyy himn Ukrayins'koyi Radyans'koyi Sotsialistychnoyi Respubliky), fue el himno de la RSS de Ucrania, una de las repúblicas constituyentes de la Unión Soviética.

## Historia
Fue utilizado desde 1949 hasta 1991. La música fue compuesta por Anton Dmytrovych Lebedynets, y las líricas originales por Pavlo Tychyna. La letra fue cambiada por Mykola Bazhan en 1978, para eliminar la referencia a Iósif Stalin y hacer algunos cambios en el estribillo y a partir de la segunda estrofa.
Cuando Ucrania se independizó de la Unión Soviética el 24 de agosto de 1991, continuó usando el himno únicamente como instrumental hasta el 15 de enero de 1992, siendo restituido She me sverla Ukrayina como himno de la nación eslava.
Desde 2015, la interpretación de este himno va en contra de la ley ucraniana, y los infractores pueden estar sujetos a hasta 5 años de cárcel.

## Letra

### Versión post-estalinista (1978 - 1991)
| Ucraniano (Escritura cirílica) | Ucraniano (Escritura latina) | Traducción al español |
| Живи, Україно, прекрасна і сильна, В Радянськім Союзі ти щастя знайшла. Між рівними рівна, між вільними вільна, Під сонцем свободи, як цвіт розцвіла. Prispiw: Слава Союзу Радянському, слава! Слава Вітчизні на віки-віків! Живи Україно, радянська державо, В єдиній родині народів-братів! Нам завжди у битвах за долю народу Був другом і братом російський народ, Нас Ленін повів переможним походом Під прапором Жовтня до світлих висот. Prispiw Ми славим трудом Батьківщину могутню, Утверджуєм правду безсмертних ідей. У світ комунізму – величне майбутнє Нас Ленінська партія мудро веде. Prispiw | Żywy, Ukrajino, prekrasna i sylna, W Radiańśkim Sojuzi ty szczastia znajszła. Miż riwnymy riwna, miż wilnymy wilna, Pid soncem swobody, jak cwit rozcwiła. Prispiw: Sława Sojuzu Radiańśkomu, sława! Sława Witczyzni na wiky-wikiw! Żywy, Ukrajino, radiańśka derżawo, W jedynij rodyni narodiw-bratiw! Nam zawżdy u bytwach za dolu narodu Buw druhom i bratom rosijśkyj narod. Nas Łenin powiw peremożnym pochodom Pid praporom Żowtnia do switłych wysot. Prispiw My sławym trudom baťkiwszczynu mohuťniu, Utwerdżujem prawdu bezsmertnych idej. U swit komunizmu – wełyczne majbuťnie Nas Łenińska partija mudro wede. Prispiw | Viva, Ucrania, hermosa y fuerte, En la Unión Soviética has encontrado la felicidad. Igual entre iguales, libre entre libres, Bajo el sol de libertad, has florecido como una flor. Coro: ¡Gloria a la Unión Soviética, gloria! ¡Gloria a la Patria por los siglos de los siglos! Viva, Ucrania, el estado soviético, En la familia unida de los pueblos hermanos. Siempre para nosotros en las batallas por el destino del pueblo, Fue un amigo y hermano el pueblo ruso. Lenin nos dirigió por una victoria campaña, Bajo la bandera de octubre, nos levantó a las alturas. Coro Glorificamos por el trabajo a la potente Patria, Afirmamos la verdad de las ideas inmortales. Al mundo del comunismo, un majestuoso futuro, El Partido de Lenin sabiamente nos conduce. Coro |

### Versión original (1949 - 1953)
| Ucraniano (Escritura cirílica) | Ucraniano (Escritura latina) | Versión no oficial en inglés |
| Живи, Україно, прекрасна і сильна, В Радянськім Союзі ти щастя знайшла. Між рівними рівна, між вільними вільна, Під сонцем свободи, як цвіт, розцвіла. Приспів: Слава Союзу Радянському, слава! Слава Вітчизні народів-братів! Живи, Україно, радянська державо, Возз’єднаний краю на віки-віків! Нам завжди у битвах за долю народу Був другом і братом російський народ, І Ленін осяяв нам путь на свободу, І Сталін веде нас до світлих висот. Приспів Розіб’ємо всі ми ворожі навали Народного гнiву священним мечем! Пiд стягом радянським ми дужими стали I в світ Комунізму велично ідем! Приспів | Żywy, Ukrajino, prekrasna i sylna, W Radiańśkim Sojuzi ti szczastia znajszła. Miż riwnymy riwna, miż wilnymy wilna, Pid soncem swobody, jak cwit, rozcwiła. Prispiw: Sława Sojuzu Radiańśkomu, sława! Sława Witczyzni narodiw-bratiw! Żywy, Ukrajino, radiańśka derżawo, Wozzjednanyj kraju na wiky-wikiw! Nam zawżdy u bytwach za dolu narodu Buw druhom i bratom rosijśkyj narod, I Łenin osiajaw nam puť na swobodu, I Stalin wede nas do switłych wysot. Prispiw Rozibjemo wsi my worożi nawały Narodnoho hniwu swiaszczennym meczem! Pid stiahom radiańśkym my dużymy stały I w swit Komunizmu wełyczno idem! Prispiw | Live on, Ukraine! Thou fine and mighty, In the Union thou foundest joy! Equal among equals, free among frees, Thou art bloom’d under freedom’s rays. Coro: Glory to the Soviet Union, Motherland of our brothers! Live on, Ukraine! O Soviet state, Forever a united nation! Always arm’d for our destiny, The Russian nation – our brothers and friends. Lenin shineth to freedom our pathway, Stalin leadeth to bright heights our souls. Coro Our foes’ forays we shall expunge With the sacred sword of our rage! ’Neath the Soviet flag potent we’ve become, Loyally we go towards communism! Coro |

### Letra (propuesta de 2010)
En 2002, hubo intentos de restaurar el himno soviético con letra escrita por Mykhailo Tush. Aquí se muestra una propuesta hecha en 2010. Al igual que con los himnos de Rusia y Bielorrusia, se eliminaron todas las menciones a Lenin y al comunismo.
| Ucraniano (Escritura cirílica) | Ucraniano (Escritura latina) | Traducción al español |
| Живи Україно, прекрасна і сильна, На віки-віків нам на щастя дана. З народної волі ти стала єдина, Під сонцем свободи, як цвіт розцвіла. Приспів: Слава народу великому, слава! Господарю долі на рідній землі! Живи незалежно, могутня Державо, Живи Україно, ми діти твої! Ми разом назавжди від Чорного моря, До сивих Карпат та Донбаських степів. І наші серця заповняє любов'ю, Величність святого Дніпра берегів. Приспів Ми працею славимо нашу країну, За честь і свободу, життя віддамо! І віримо свято в свою Батьківщину, Цю віру нащадкам ми передамо! Приспів | Zhyvy, Ukraino, prekrasna i syl'na Na viky-vikiv nam na shchastia dana. Z narodnoi voli ty stala yedyna, Pid sontsem svobody, yak tsvit roztsvila. Pryspiv: Slava narodu velykomu, slava! Hospodariu doli na ridnii zemli! Zhyvy nezalezhno, mohutnia Derzhavo, Zhyvy Ukraino, my dity tvoi! My razom nazavzhdy vid Chornoho moria, Do syvykh Karpat ta Donbas'kykh stepiv. I nashi sertsia zapovniaie liubov'iu, Velychnist' sviatoho Dnipra berehiv. Pryspiv My pratseiu slavymo nashu krainu, Za chest' i svobodu, zhyttia viddamo! I virymo sviato v svoiu Bat'kivshchynu, Tsiu viru nashchadkam my peredamo! Pryspiv | Viva Ucrania, hermosa y fuerte, Afortunadamente, se nos ha dado por los siglos de los siglos. De la voluntad del pueblo te convertiste en el único, Bajo el sol de la libertad, como una flor floreció Coro: ¡Gloria al gran pueblo, gloria! ¡Amo del destino en su tierra natal! Vive independientemente, poderoso Estado, ¡Viva Ucrania, somos sus hijos! Estamos juntos por siempre desde el Mar Negro A las estepas grises de los Cárpatos y del Donbass. Y llena nuestros corazones de amor Majestad de las costas del Santo Dnieper. Coro Glorificamos a nuestro país con trabajo duro, ¡Por el honor y la libertad, daremos nuestras vidas! Y creemos en las vacaciones en nuestra patria, ¡Transmitiremos esta fe a nuestros descendientes! Coro |